# Persone di nome Frederik
| Questa pagina contiene informazioni ricavate automaticamente dalle voci biografiche con l'ausilio del template Bio e di un bot. L'aggiornamento è periodico e automatico e ricostruisce completamente la pagina. Se manca una persona in questa lista, sei pregato di non aggiungerla, ma accertati piuttosto che la sua voce biografica contenga il template Bio e che i dati anagrafici siano correttamente compilati. Se il template Bio manca, inseriscilo tu stesso o, in alternativa, metti l'avviso {{tmp\|Bio}} che ne segnala la mancanza. Se i dati riportati sono sbagliati, correggi direttamente la voce biografica; le modifiche saranno visibili in questa lista entro pochi giorni. Per chiarimenti vedi il progetto antroponimi. La lista contiene solo le 72 persone che sono citate nell'enciclopedia e per le quali è stato implementato correttamente il template Bio. Pagina aggiornata al 22 giu 2025. |

Questa è una lista di persone presenti nell'enciclopedia che hanno il nome Frederik, suddivise per attività principale.

## Allenatori di calcio(1)
- Frederik Vanderbiest, allenatore di calcio e ex calciatore belga (Vilvoorde, n. 1977)

## Allenatori di hockey su ghiaccio(1)
- Fredrik Norrena, allenatore di hockey su ghiaccio e ex hockeista su ghiaccio finlandese (Jakobstad, n. 1973)

## Allenatori di tennis(1)
- Frederik Nielsen, allenatore di tennis e ex tennista danese (Kongens Lyngby, n. 1983)

## Ammiragli(2)
- Frederik Christian Kaas, ammiraglio danese (Copenaghen, n. 1727 - Copenaghen, † 1804)
- Frederik Christian Kaas, ammiraglio danese (Rydbjerg, n. 1725 - Copenaghen, † 1803)

## Astronomi(1)
- Frederik Kaiser, astronomo olandese (Amsterdam, n. 1808 - Leida, † 1872)

## Avvocati(1)
- Fred Erdman, avvocato e politico belga (Anversa, n. 1933 - † 2021)

## Botanici(1)
- Frederik Ruysch, botanico e anatomista olandese (L'Aia, n. 1638 - Amsterdam, † 1731)

## Calciatori(18)
- Frederik Alves Ibsen, calciatore danese (Hvidovre, n. 1999)
- Frederik Børsting, calciatore danese (Klarup, n. 1995)
- Frederik Brandhof, calciatore danese (Skive, n. 1996)
- Frederik Gytkjær, calciatore danese (Roskilde, n. 1993)
- Frederik Helstrup, ex calciatore danese (Copenaghen, n. 1993)
- Frederik Holst, calciatore danese (Copenaghen, n. 1994)
- Frederik Ihler, calciatore danese (Aarhus, n. 2003)
- Frederik Jäkel, calciatore tedesco (Dommitzsch, n. 2001)
- Frederik Krabbe, ex calciatore danese (Åbyhøj, n. 1988)
- Frits Kuipers, calciatore olandese (Elst, n. 1899 - Heemstede, † 1943)
- Frederik Lauenborg, calciatore danese (n. 1997)
- Frederik Rønnow, calciatore danese (Horsens, n. 1992)
- Frits Schipper, calciatore olandese (Almelo, n. 1904 - Almelo, † 1981)
- Frederik Schram, calciatore danese (Dragør, n. 1995)
- Frederik Sørensen, calciatore danese (Roskilde, n. 1992)
- Frederik Tingager, calciatore danese (Holbæk, n. 1993)
- Frederik Winther, calciatore danese (n. 2001)
- Frederik Ørsøe Christensen, calciatore danese (Ikast, n. 2002)

## Canottieri(1)
- Timothee Heijbrock, canottiere olandese (Naarden, n. 1985)

## Cantanti(1)
- Frederik Ndoci, cantante albanese (Scutari, n. 1958)

## Cestisti(1)
- Frederik Rungby, cestista danese (Aarhus, n. 1993)

## Ciclisti su strada(3)
- Frederik Backaert, ex ciclista su strada belga (Gand, n. 1990)
- Frederik Frison, ciclista su strada belga (Geel, n. 1992)
- Frederik Wandahl, ciclista su strada e pistard danese (Höllviken, n. 2001)

## Collezionisti d'arte(1)
- Frits Lugt, collezionista d'arte e storico dell'arte olandese (Amsterdam, n. 1884 - Parigi, † 1970)

## Compositori(2)
- Frederik Magle, compositore, organista e pianista danese (Stubbekøbing, n. 1977)
- Frederik Wiedmann, compositore tedesco (Stoccarda, n. 1981)

## Compositori di scacchi(1)
- Frederik Nanning, compositore di scacchi olandese (Utrecht, n. 1892 - Eindhoven, † 1958)

## Conduttori radiofonici(1)
- Federico l'Olandese Volante, conduttore radiofonico e produttore discografico olandese (Deventer, n. 1950)

## Direttori della fotografia(1)
- Frederik Fuglsang, direttore della fotografia danese (Vamdrup, n. 1887 - † 1953)

## Dirigenti sportivi(2)
- Frederik Veuchelen, dirigente sportivo e ex ciclista su strada belga (Korbeek-Lo, n. 1978)
- Frederik Willems, dirigente sportivo e ex ciclista su strada belga (Eeklo, n. 1979)

## Economisti(1)
- Frits Bolkestein, economista e politico olandese (Amsterdam, n. 1933 - Laren, † 2025)

## Editori(1)
- Frederik Hegel, editore, letterato e tipografo danese (Fredensborg, n. 1817 - Copenaghen, † 1887)

## Fisici(3)
- Frederik Belinfante, fisico e docente olandese (L'Aia, n. 1913 - Gresham, † 1991)
- William Holder Zachariasen, fisico norvegese (Langesund, n. 1906 - Santa Fe, † 1979)
- Frits Zernike, fisico olandese (Amsterdam, n. 1888 - Amersfoort, † 1966)

## Imprenditori(1)
- Fredrik Meltzer, imprenditore e politico norvegese (Bergen, n. 1779 - Bergen, † 1855)

## Incisori(1)
- Friedrich van Hulsen, incisore olandese (Middelburg, n. 1580 - Francoforte sul Meno, † 1665)

## Ingegneri(1)
- Frederik Michael Krabbe, ingegnere e militare danese (Esrum, n. 1725 - Skælskør, † 1796)

## Maratoneti(1)
- Frederik Cherono, maratoneta keniota (n. 1977)

## Nuotatori(2)
- Frederik Deburghgraeve, ex nuotatore belga (Roeselare, n. 1973)
- Frederik Hviid, ex nuotatore spagnolo (Las Palmas de Gran Canaria, n. 1974)

## Pallanuotisti(3)
- Willy Bohlander, pallanuotista olandese (Amsterdam, n. 1891 - Amsterdam, † 1939)
- Frederik Hulswit, pallanuotista olandese (Apeldoorn, n. 1885 - Willemstad, † 1932)
- Fred van der Zwan, pallanuotista olandese (Willemstad, n. 1935 - Delft, † 2018)

## Piloti automobilistici(1)
- Frederik Vesti, pilota automobilistico danese (Vejle, n. 2002)

## Piloti motociclistici(1)
- Frederik Watz, pilota motociclistico svedese (Linköping, n. 1976)

## Pistard(1)
- Frederik Madsen, pistard e ciclista su strada danese (n. 1998)

## Pittori(2)
- Frederik de Moucheron, pittore olandese (Emden - Amsterdam, † 1686)
- Frederik Storch, pittore danese (Kerteminde, n. 1805 - Copenaghen, † 1883)

## Poeti(1)
- Frederik Paludan-Müller, poeta danese (Kerteminde, n. 1809 - Copenaghen, † 1876)

## Politici(3)
- Frederik de Klerk, politico sudafricano (Johannesburg, n. 1936 - Città del Capo, † 2021)
- Frederik Wilhelm Stabell, politico e generale norvegese (Hole, n. 1763 - Christiania, † 1836)
- Frederik Stang, politico norvegese (Stokke, n. 1808 - Bærum, † 1884)

## Psichiatri(1)
- Frederik van Eeden, psichiatra e scrittore olandese (Haarlem, n. 1860 - Bussum, † 1932)

## Scacchisti(1)
- Frederik Svane, scacchista tedesco (Lubecca, n. 2004)

## Sciatori alpini(2)
- Fric Detiček, ex sciatore alpino sloveno (Kranj, n. 1943)
- Frederik Norys, ex sciatore alpino tedesco (n. 1996)

## Scrittori di fantascienza(1)
- Frederik Pohl, autore di fantascienza e curatore editoriale statunitense (New York, n. 1919 - Palatine, † 2013)

## Taekwondoka(1)
- Frederik Emil Olsen, taekwondoka svedese (Copenaghen, n. 2002)

## Tennisti(1)
- Frederik Fetterlein, ex tennista danese (Rungsted, n. 1970)

## Traduttori(1)
- Frederik L. Schodt, traduttore e scrittore statunitense (n. 1950)

## Triatleti(1)
- Frederik Van Lierde, triatleta belga (n. 1979)